# Terrence Howard
Terrence Dashon Howard (født 11. marts 1969) er en Oscar-nomineret Amerikansk film og teater skuespiller. Han har optrådt på film og tv siden slutningen af 1980'erne og havde sin første store rolle i 1995-filmen Mr. Holland's Opus, der efterfølgende førte til en række roller i film og høj synlighed blandt det afrikansk-amerikansk publikum. Howard fik sit mainstream gennembrud med en række roller i en række film mellem 2004 og 2006, blandt dem Ray, Lackawanna Blues, Crash,  Four Brothers, Hustle & Flow, Get Rich or Die Tryin', Idlewild og senest Iron Man.

## Ekstern henvisning
- Terrence Howard på Internet Movie Database (engelsk)
- Terrence Howard på Filmdatabasen
- Terrence Howard på Scope
- Terrence Howard på Scope
- Terrence Howard på Svensk Filmdatabas (svensk)
- Terrence Howard på AlloCiné (fransk)
- Terrence Howard på AllMovie (engelsk)
- Terrence Howard på Turner Classic Movies (engelsk)
- Terrence Howard på Rotten Tomatoes (engelsk)
- Terrence Howard på The Movie Database (engelsk)

- Wikimedia Commons har flere filer relateret til Terrence Howard